# Laurent Veyssière
Pour les articles homonymes, voir Veyssière.
Ne doit pas être confondu avec Laurent Vissière.
Laurent Veyssière est un archiviste et historien français né le 7 août 1969. Conservateur général du patrimoine, il est directeur de l'Établissement de communication et de production audiovisuelle de la Défense depuis le 15 février 2020.

## Biographie
Après avoir obtenu un DEA en histoire médiévale et une licence en histoire de l’art à l’université Paris Sorbonne, il intègre l’École nationale des chartes où il obtient le diplôme d'archiviste paléographe (1998) après avoir soutenu une thèse intitulée Recueil des chartes de l’abbaye de Clairvaux au XIIe siècle. Il intègre ensuite l’École nationale du patrimoine dans la spécialité archives (promotion Charles-Garnier, 1999).
Conservateur du patrimoine (1999-2001) au Service historique de la Gendarmerie nationale (SHGN) où il organise la section archives, il crée et met en fonctionnement une salle de lecture et dirige les premiers inventaires. En 2001, il rejoint les Archives nationales où il prend la responsabilité du service de la communication des documents. Puis il est nommé directeur adjoint des Services d’archives de Paris (2006-2008).
Parallèlement, il enseigne dans les universités de Marne-la-Vallée (2003-2012), de Versailles Saint-Quentin-en-Yvelines (2005-2007) et à l'Institut national du patrimoine (2004-2008). Il a été rapporteur, spécialisé dans les questions d’accès aux archives, de la Commission d'accès aux documents administratifs (2003-2008) et expert gouvernemental français au sein du Groupe de spécialistes sur l’accès aux documents publics du Conseil de l’Europe (2004-2007).
En 2008, Laurent Veyssière rejoint le ministère de la Défense où il est chef du bureau de la Politique des archives et des bibliothèques, à la direction de la Mémoire, du Patrimoine et des Archives (2008-2010), puis crée la Délégation des patrimoines culturels dont il prend la responsabilité (2010-2015). Outre l'exercice de la tutelle administrative et scientifique du Service historique de la Défense, du musée de l’Armée, du musée national de la Marine et du musée de l’Air et de l’Espace, ainsi que le contrôle scientifique et technique de l’ECPAD et des sept services d’archives intermédiaires du ministère, il y développe une politique de valorisation du patrimoine de la Défense à travers un programme de numérisation des archives et des imprimés, des publications (20 coéditions annuelles) et de multiples actions culturelles.
Après avoir été conseiller pour les Archives et le patrimoine (2016) à la Mission du centenaire de la Première Guerre mondiale, il en devient le directeur général adjoint en 2017 et contribue à l’organisation des commémorations nationales et internationales des deux dernières années du cycle commémoratif. Il est par ailleurs commissaire de l’Année Clemenceau en 2018. 
Par arrêté du 23 décembre 2019, Laurent Veyssière est nommé directeur de l'Établissement de communication et de production audiovisuelle de la Défense (ECPAD) à partir du  15 février 2020,.
Depuis avril 2018, il est coprésident de la Commission franco-québécoise sur les lieux de mémoire communs.

## Travaux
Laurent Veyssière est d'abord un spécialiste de l’ordre cistercien au XIIe siècle, puis oriente en 2006 ses recherches sur l’histoire de la Nouvelle-France et du Québec. Il est l'auteur ou le directeur de plus d'une douzaine d'ouvrages et d'une cinquantaine d'articles.
Il a été commissaire général de plusieurs expositions :
- Été 14. Les derniers jours de l’ancien monde (Bibliothèque nationale de France, 26 mars-3 août 2014)[5] ;
- Clairvaux. L’aventure cistercienne (Hôtel-Dieu-le-Comte de Troyes, 5 juin-novembre 2015) ;
- Le foot, une affaire d’État (Archives nationales, 27 mai-18 septembre 2016)[6].

## Publications
- Recueil des chartes de l’abbaye de Clairvaux pour le XIIe siècle, Paris, CTHS, coll. « Documents inédits sur l’histoire de France », no  32, 2004, CXXX-821 p.  — thèse pour le diplôme d'archiviste paléographe remaniée
- Dir. avec Bertrand Fonck, La Guerre de Sept Ans en Nouvelle-France, Paris, PUPS, coll. « Roland Mousnier », no  54, 2011, 426 p. ; 2e édition, 2013.
- Dir. avec Bertrand Fonck, La Guerre de Sept Ans en Nouvelle-France, Québec, Septentrion, 2012, 364 p.
- Dir. avec Sophie Imbeault et Denis Vaugeois, 1763. Le traité de Paris bouleverse l’Amérique, Québec, Septentrion, 2013, 424 p.
- Dir. avec Bertrand Fonck, La Fin de la Nouvelle-France, Paris, Armand Colin/Ministère de la Défense, coll. « Recherches », 2013, 500 p.
- Dir., La Nouvelle-France en héritage, Paris, Armand Colin/Ministère de la Défense, coll. « Recherches », 2013, 441 p.
- Dir. avec Frédéric Manfrin, Été 14. Les derniers jours de l’ancien monde, Paris, Bibliothèque nationale de France/Ministère de la Défense, 2014, 280 p.
- Dir. avec Arnaud Baudin et Nicolas Dohrmann, Clairvaux. L’aventure cistercienne, Troyes/Paris, Archives départementales de l’Aube/Somogy, 2015, 568 p.
- Dir. avec Bertrand Fonck, La Chute de la Nouvelle-France. De l’affaire Jumonville au traité de Paris, Québec, Septentrion, 2015, 587 p.
- Dir. avec Charles-Philippe Courtois, Le Québec dans la Grande Guerre. Engagements, refus, héritages, Québec, Septentrion, 2015, 215 p.
- Dir. avec Philippe Joutard et Didier Poton, Vers un nouveau monde atlantique. Les traités de Paris (1763-1783), Rennes, PUR, 2016, 270 p.
- Dir., Le Foot, une affaire d’État, Pierrefitte-sur-Seine, Archives nationales, 2016, 160 p. (direction).
- Vimy. Un siècle d’histoires 1917-2017, Québec, Septentrion, 2018, 192 p.

## Distinctions

### Décorations
- Chevalier de l'ordre national du Mérite (2019[7]).
- Médaille de la Défense nationale, échelon bronze, agrafe Arme blindée et Cavalerie (1991[3]).

### Prix
- Prix Georges-Leygues de l'Académie de marine (2016).
- Prix Samuel-de-Champlain de l’Institut France-Canada (2017)[8].